# Selknamia minima
Selknamia minima là một loài nhện trong họ Anyphaenidae.
Loài này thuộc chi Selknamia. Selknamia minima được M. J. Ramírez miêu tả năm 2003.